# حصة اللوغاني
حصة اللوغاني (10 فبراير 1982 -)، مذيعة كويتية. بدأت مشوارها الإعلامي في قناة الوطن بعام 2007 وقدمت عدداً من البرامج. وأبرز البرامج التي قدمتها هو بنات وبس انتقلت حديثا إلى قناة الكويت الأولى بعد اغلاق قناة الوطن قضائيا وهي أم لأربعة أولاد.

## البرامج التي قدمتها
| اسم البرنامج        | على قناة                    |
| ------------------- | --------------------------- |
| استريح              | قناة الوطن                  |
| بنات وبس            | قناة الوطن                  |
| صباح الوطن          | قناة الوطن                  |
| عيدية الوطن         | قناة الوطن                  |
| ليالى الوطن         | قناة الوطن                  |
| جولة وحجي بنقولة    | قناة الوطن                  |
| مهرجان ليالى فبراير | قناة الوطن                  |
| هني ومطبخ غني       | قناة الوطن                  |
| فن رن               | قناة فنون، قناة الوطن غناوي |